# Bernard Stasi
Bernard Stasi (ur. 4 lipca 1930 w Reims, zm. 4 maja 2011 w Paryżu) – francuski polityk i samorządowiec, parlamentarzysta krajowy, minister, poseł do Parlamentu Europejskiego IV kadencji, rzecznik praw obywatelskich w latach 1998–2004.

## Życiorys
Pochodził z rodziny imigrantów z Hiszpanii, Włoch i Kuby. Absolwent Instytutu Nauk Politycznych w Paryżu oraz École nationale d’administration. Pracował w gabinecie politycznym prefekta Algieru, po powrocie do Francji działał w samorządzie lokalnym, był długoletnim merem miejscowości Épernay (1970–1977, 1983–2000).
Zaangażowany w działalność Centrum Demokratów Społecznych, z którym współtworzył Unię na rzecz Demokracji Francuskiej. Od 1973 do 1974 był ministrem ds. terytoriów zamorskim w rządzie Pierre’a Messmera. W latach 1981–1988 sprawował urząd prezydenta regionu Szampania-Ardeny. W latach 1968–1973 i 1973–1993 był deputowanym do Zgromadzenia Narodowego kilku kadencji.
W 1994 został wybrany do Parlamentu Europejskiego, w którym zasiadał do 1998 jako członek frakcji chadeckiej. Mandat złożył w związku z objęciem stanowiska rzecznika praw obywatelskich Francji (Médiateur de la République), które zajmował do 2004.